# Seymouria
Seymouria è un genere di tetrapodi simili a  rettili vissuti all'inizio del Permiano. Devono il nome alla città di Seymour, nella contea di Baylor, in Texas, dove furono scoperti per la prima volta i fossili di questo animale.
Di piccole dimensioni (raggiungevano infatti al massimo i 60 cm di lunghezza), questi animali erano molto ben adattati alla vita terrestre, tanto da far confondere i primi studiosi, che classificarono questi animali fra i rettili.
Il clima secco del Permiano favoriva i rettili rispetto agli anfibi, ma grazie alle proprie caratteristiche da rettile i Seymouria prosperarono in questi ambienti.
Avevano infatti zampe muscolose, una pelle secca e la capacità di conservare l'acqua corporea: probabilmente erano in grado di espellere i sali in eccesso nel sangue attraverso un'apposita ghiandola nel naso, come alcuni rettili attuali.
A differenza degli anfibi e dei primi tetrapodi, i Seymouria potevano stare per lunghi periodi senz'acqua; questo permetteva loro di andare in cerca di prede (uova, insetti, piccoli animali) anche lontano da fonti d'acqua. Tuttavia, questi animali avevano ancora la necessità di deporre le uova nell'acqua, dove i girini si sviluppavano e vivevano anche per un breve periodo dopo la metamorfosi.
Pare che i maschi possedessero degli inspessimenti sul cranio, che probabilmente venivano usati per combattere con altri maschi durante il periodo degli amori.
Negli anni, oltre che in Nord America, i fossili di questi animali sono stati scoperti anche in Germania, fra i quali anche gli "amanti di Tambach", due esemplari di S. sanjuanensis fossili che giacevano uno accanto all'altro (anche se non può essere stabilito con certezza se questi animali fossero morti durante l'accoppiamento o si trovavano semplicemente vicini al momento della morte).